# Langweiler (bei Lauterecken)
Langweiler ist eine Ortsgemeinde im Landkreis Kusel in Rheinland-Pfalz. Sie gehört der Verbandsgemeinde Lauterecken-Wolfstein an.

## Geographie
Langweiler liegt am Jeckenbach in der Westpfalz zwischen dem Pfälzerwald und dem Hunsrück. Rund 50 Prozent der Gemarkungsfläche sind bewaldet. Im Norden befindet sich Sien, im Osten Merzweiler, im Süden Homberg und östlich liegt Unterjeckenbach. Zu Langweiler gehören auch die Wohnplätze Ölmühle, Hof vor Fläsling und Tiefentaler Mühle.

## Geschichte
Der Ort wurde im Jahr 1276 erstmals urkundlich erwähnt.
Im Mittelalter hieß das Dorf „Landweiler“, vermutlich nach einem Franken namens Lando. Im 16. Jahrhundert erfolgte die Umbenennung und Umdeutung in „Langweiler“. Im Dreißigjährigen Krieg wurde das Dorf von kroatischen Söldnern vollkommen zerstört und blieb 12 Jahre lang unbewohnt.
1816 kam Langweiler zum Fürstentum Lichtenberg, einer neu geschaffenen Exklave des Herzogtums Sachsen-Coburg-Saalfeld beziehungsweise ab 1826 des Herzogtums Sachsen-Coburg und Gotha. Mit diesem fiel es 1834 an Preußen, das aus diesem Gebiet den Kreis St. Wendel schuf. Nach der Abtrennung des Hauptteils an das neu geschaffene Saargebiet entstand 1920 der Restkreis Sankt Wendel-Baumholder, zu dem der Ort bis 1937 gehörte, als er in den Kreis Birkenfeld eingegliedert wurde.
Die ehemalige Schule dient heute als Gemeindehaus.
Am 13. Oktober 1939 stürzte bei Langweiler eine britische Militärmaschine ab. Der Pilot überlebte und wurde von den Einheimischen in ein Krankenhaus gebracht. Dreißig Jahre danach kam Oberst Day zurück, um den Ort seines Absturzes und seiner Rettung noch einmal zu besuchen.

## Politik

### Bürgermeister
Roland Edinger wurde am 2. Juli 2019 Ortsbürgermeister von Langweiler. Bei der Direktwahl am 26. Mai 2019 war er mit einem Stimmenanteil von 69,23 % für fünf Jahre gewählt worden. Sein langjähriger Vorgänger Berthold Janß hatte 2019 nicht erneut kandidiert.
Edinger wurde im Juni 2024 wiedergewählt.

## Verkehr
Im Westen verläuft die Bundesstraße 270. In Lauterecken ist ein Bahnhof der Lautertalbahn.